# 大福密約
大福密約（だいふくみつやく）是指1976年日本自由民主黨兩名實力議員大平正芳和福田赳夫之間有關內閣總理大臣職位安排和政權交接的密約。

## 概況
1976年，首相三木武夫因為在洛克希德事件上的強硬態度遭到自民黨內黨猛烈批判，反三木派聯合組成「舉黨體制確立協議會」（舉黨協），要求三木引退。田中派、大平派等實力派和椎名悅三郎、保利茂等元老發都出於打倒三木的目的支持福田赳夫。
10月20日下午，椎名悅三郎、保利茂、船田中三位元老與福田和大平舉行了會談；傍晚，福田、大平、保利和鈴木善幸（大平派）、園田直（福田派）在品川太平洋飯店又舉行了會談，協商支持福田出任首相，並且福田擔任2年首相之後，讓位予大平，在原田、保利的見證下，立下了字據。
10月27日，寫成的「大福密約」文書如下：
|  | 一、大平正芳氏推舉福田赳夫氏取代三木出任新總裁和提名為首相候補人。 一、總理和總裁雖是不可分離的二位一體，但福田赳夫氏將黨務主要委托給大平正芳氏。 一、在昭和52年1月的定期黨大會上修改黨章，把總裁的任期改為由3年改為2年。 對以上各點，福田和大平兩氏約定互相信守。 昭和51年11月 |

10月21日，「舉黨協」推舉福田出任下任首相。12月舉行的眾議院大選中，自民黨慘敗，三木武夫引咎辭職。12月22日，三木內閣總辭。12月23日，福田在沒有任何競爭對手的情況下被選為自民黨新總裁。12月24日，福田被國會正式提名出任首相組閣，大平正芳出任自民黨幹事長。

## 后續
兩年之後，福田赳夫沒有遵循協議讓位給大平，而是繼續競選黨總裁，不過他在田中派和大平派的聯合下，在總裁初選中輸給了大平，大平被黨本部未經選舉就推舉為總裁。

## 質疑
「大福密約」一般被認為是存在的。不過福田赳夫後來否認密約的存在，他說：「（但是）各式各樣來往奔走的人也許出於某種愿望說過那樣的話，但沒有談過約定這樣的事。」